# Instrument d'astronomie
 (novembre 2022).
Si vous disposez d'ouvrages ou d'articles de référence ou si vous connaissez des sites web de qualité traitant du thème abordé ici, merci de compléter l'article en donnant les références utiles à sa vérifiabilité et en les liant à la section « Notes et références ».
Un instrument d'astronomie est utilisé par les astronomes pour capter, enregistrer et analyser le rayonnement électromagnétique (lumière visible et les rayonnements invisibles : ondes radio, infrarouges, ultraviolets), les flux de neutrinos et rayons cosmiques ou les ondes gravitationnelles émis par les astres.
Depuis l'antiquité les astronomes observaient à l’œil nu, se servant de quadrant pour mesurer des angles. Puis les instruments d'optique, lunettes et télescope furent utilisés dès le XVIIe siècle. La photographie s'imposa à la fin du XIXe siècle, puis céda sa place à des détecteurs électroniques à partir des années 1980.
Depuis le XXe siècle siècle, avec l'apparition de l'astronomie multi-messager, de nouveaux instruments et détecteurs sont développés pour observer les rayons cosmiques, flux de particules et ondes gravitationnelles.
Les sondes spatiales qui visitent les corps du système solaires utilisent en plus des instruments de mesure in situ rencontrés plus couramment dans les laboratoires de physique, de chimie ou de géologie.

## Astronomie amateur
Les principaux instruments des astronomes amateurs sont des lunettes et des télescopes. Ceux-ci comportent un tube dans lequel se trouve un système optique, appelé objectif, tourné vers l'objet à observer (un ensemble de lentilles pour la lunette et un miroir pour le télescope). Ce dispositif capte la lumière des astres vers lesquels il est braqué et en fournit une image à son foyer, observée par l'œil à travers un oculaire ou photographiée et enregistrée directement pour l'analyser. Ces instruments peuvent être acheté auprès d'opticiens, ou bien patiemment construits.
L'astronomie amateur et très diverse. Certaines personnes, ou groupes, s'équipent d'instruments imposants, nécessitant une installation fixe, dans un bâtiment dédié avec un toit ouvrant ou une coupole. D'autres se satisfont d'instruments portables. A côté de leurs instruments principaux, les astronomes amateurs s'aident de nombreux accessoires, tel des oculaires pour l'observation à l’œil nu, des dispositifs de motorisation et de pointage pour viser l'astre désiré, ... Certain amateurs utilisent des équipements plus communément rencontrés dans des laboratoires de recherche, tels que des spectrographes.

## Terminologie utilisée en astronomie professionnelle
Dans l'absolu, la notion d'instrument , comme celle d'outil, est assez générale et n'est pas strictement définie. Le Bureau Internationale des Poids et Mesures la définit comme dispositif à utiliser pour obtenir la valeur que peut attribuer à une grandeur. Cette définition laisse latitude à limiter l'instrument à l'équipement attaché au télescope, ou au contraire y inclure l'ensemble. L'usage, au XXIe siècle, en astronomie professionnelle est de distinguer:
- l'instrument, qui est l'équipement attaché au foyer du télescope, où le signal collecté est concentré ;
- le télescope, avec sa monture, le bâtiment qui les abrite (coupole) et les équipements permettant à l'ensemble de fonctionner ;
- l'observatoire, qui inclut la structure logistique (administration, services techniques et scientifiques, autres équipements) mettant le système en œuvre.

Mentionnons par exemple l'Observatoire Européen Austral (ESO) qui opère de nombreux télescopes distribués sur plusieurs site, tel en particulier le Très Grand Télescope (VLT) constitué de quatre unités semi-indépendantes (on peut dire quatre télescopes). Chaque télescope peut être équipé d'un instrument.
Souvent, l'instrument est interchangeable et peut-être monté au foyer du télescope pendant une période limitée et pour une tâche spécifique. Un instrument peut être très complexe et comporter des éléments optiques, mécaniques, cryogéniques, électroniques et informatiques. Les composantes informatiques servent au contrôle de l'instrument, et parfois à un traitement, ou pré-traitement des données effectué sitôt les observations acquises. De plus en plus souvent, des logiciels de traitement avancés sont considérés comme faisant partie de l'instrument: ils sont élaborés par le consortium qui construit l'instrument, et sont ensuite mis à la disposition des astronomes utilisateurs pour un usage en différé.
Exemples d'instruments:
- le spectrographe ELODIE sur le télescope de 1,93 m de l'Observatoire de Haute-Provence ;
- le spectrographe 3D MUSE sur l'unité 4 du télescope VLT de l'ESO.

Ce paradigme n'est pas universel. Certain programmes tendent à être organisés sous forme de mission, comme la mission Gaia, satellite conçu pour fonctionner pendant une durée finie, à l'issue de laquelle le matériel est abandonné. On ne distingue pas un instrument et un télescope : l'ensemble est conçu et optimisé pour sa mission unique. 